# فهرست میراث جهانی در اکوادور
میراث جهانی در اکوادور تا تاریخ ۲۰۲۵ شامل ۵ اثر ثبت شده در کشور اکوادور توسط میراث جهانی است که شامل ۳ مکان فرهنگی و ۲ مکان طبیعی می‌شود. اولین مکان‌ها در اکوادور، مجمع‌الجزایر گالاپاگوس و شهر کیتو، در سال ۱۹۷۸ میلادی، در فهرست ثبت شدند.
سایت‌های سازمان میراث جهانی آموزشی، علمی و فرهنگی سازمان ملل متحد، یونسکو، مکان‌هایی هستند که دارای اهمیت فرهنگی یا طبیعی هستند، همان‌طور که در پیمان‌نامه میراث جهانی، که در سال ۱۹۷۲ تأسیس شده، شرح داده شده است. اکوادور این پیمان‌نامه را در ۱۶ ژوئن ۱۹۷۵ پذیرفت و از آن هنگام، مکان‌های طبیعی و فرهنگی اکوادور واجد شرایط برای گنجانده شدن در فهرست میراث جهانی هستند.
در نخستین نشستی که یونسکو اقدام به ثبت چند میراث می‌نمود؛ مجمع‌الجزایر گالاپاگوس به عنوان نخستین میراث جهانی ثبت شد و اولین میراث طبیعی یونسکو نام گرفت و دارای شمارهٔ ثبت یک است. همچنین در همین روز، پایتخت کشور اکوادور، کیتو، به عنوان نخستین اثر فرهنگی جهان در فهرست یونسکو ثبت شد و با شمارهٔ ثبت دو، همچنان در این فهرست جای دارد.

## میراث جهانی
یونسکو سایت‌ها را با ده معیار فهرست می‌کند. هر ورودی باید حداقل یکی از معیارها را داشته باشد.
| # | نگاره                 | نام                           | موقعیت                                 | سال ثبت | ش ثبتمعیارها          | شرح | م     |
| ۱ | مجمع‌الجزایر گالاپاگوس | مجمع‌الجزایر گالاپاگوس         | گالاپاگوس                              | ۱۹۷۸    | ۱ (vii)(viii)(ix)(x)  | این مجمع الجزایر شامل ۱۹ جزیره آتشفشانی است (آتشفشان جزیره بارتولومه در تصویر) که حدود ۱٬۰۰۰ کیلومتر (۶۲۰ مایل) با سواحل آمریکای جنوبی فاصله دارد و در اقیانوس آرام قرار گرفته است. این جزایر به دلیل انزوای شدید و در عین حال در تلاقی سه جریان اقیانوسی، گیاهان و جانوران منحصر به فردی را در خود پرورانده است. حیواناتی شامل ایگوانای دریایی، لاک‌پشت‌های غول‌پیکر گالاپاگوس، پنگوئن گالاپاگوس، و گونه‌های متعدد دیگری همچون سهره‌های داروین. گونه‌های نادر و خاص این جزایر باعث توجه چارلز داروین که در سال ۱۸۳۵ میلادی به آنجا رفته بود، شد و بر تکمیل نظریهٔ فرگشت توسط او نقش داشت. فرآیندهای آتشفشانی دائماً در حال تغییر شکل جزایر هستند. یک تغییر مرز قابل توجه در سال ۲۰۰۱ در محدودهٔ سایت میراث جهانی انجام شد. | [ ۵ ] |
| ۲ | کیتو                  | شهر کیتو                      | پیچینچا                                | ۱۹۷۸    | ۲(ii)(iv)             | کیتو توسط اسپانیایی‌ها در سنهٔ ۱۵۳۴ میلادی و بر خرابه‌های تمدن اینکا پایه‌ریزی شد. مرکز تاریخی کیتو، معماری دوران استعمار را به بهترین شکل حفاظت کرده و کمترین تغییر را در میان شهرهای آمریکای لاتین داشته است. از نظر معماری، ساختمان‌ها با ترکیبی از سبک‌های اروپایی و بومی ساخته شده‌اند که با محیط خشن در رشته کوه‌های آند در ارتفاع ۲٬۸۱۸ متر (۹٬۲۴۵ فوت) ساخته شده‌اند. مکتب کیتو باروک برخی از کلیساهای مهم همچون بازلیکا و صومعه سنت فرانسیس، کلیسای کومپانیا، و کلیسای سانتو دومینگو را خلق کرده که آثار هنری درون این ابنیه هم قابل توجه هستند. | [ ۶ ] |
| ۳ | پارک ملی سانگای       | پارک ملی سانگای               | چیمبورازو، مورونا-سانتیاگو، تونگوراهوا | ۱۹۸۳    | ۲۶۰(vii)(viii)(ix)(x) | این پارک ملی شامل چندین اکوسیستم مختلف است که از جنگل‌های بارانی استوایی در ارتفاعات پایین‌تر گرفته تا یخچال‌های طبیعی مرتفع در کوه‌ها، همراه با جنگل ابری، علفزارها و تالاب‌ها را دربرمی‌گیرد. آتشفشان چینه‌ای و فعال سنگای (یکی از فعال‌ترین آتشفشان‌های جهان، در تصویر) و تونگوراهوا دائماً در حال تغییر شکل چشم‌انداز منطقه هستند. این نواحی دورافتاده است و زیستگاه گونه‌های گیاهی و جانوری بومی متعددی است. از گونه‌های مهمی که در پارک زندگی می‌کنند می‌توان به گونه‌های در حال انقراض تاپیر کوهی، تاپیر آمریکای جنوبی، رخ‌کرکس آند، مورچه‌خوار غول‌پیکر، و جگوار اشاره کرد. | [ ۷ ] |
| ۴ | کوانکا                | مرکز تاریخی کوئنکا            | آزوای                                  | ۱۹۹۹    | ۸۶۳(ii)(iv)(v)        | شهر کوئِنکا توسط اسپانیایی‌ها در سال ۱۵۵۷ میلادی بنا نهاده شد. این شهر همچون دیگ جوشانی از جمعیت اسپانیایی و بومی عمل می‌کرد. اصل طرح مشبک شهر، بر پایهٔ ایده‌های عصر رنسانس بود و ایده‌های برنامه‌ریزی شهری تا به امروز حفظ شده است؛ البته بیشتر ساختمان‌ها مربوط به دوره‌های بعد، به ویژه از قرن ۱۸ و ۱۹، زمانی که شهر مدرن شد، هستند. برخی از ساختمان‌های مهم شهر کاتدرال قدیمی، کاتدرال جدید (در تصویر)، صومعه کارملیت و کلیسای سن فرانسیسکو هستند. | [ ۸ ] |
| ۵ | سیستم جاده‌ای اینکا    | کهاپاگ نیان: سیستم راه‌های آند | سایت‌های متعدد                          | ۲۰۱۴    | ۱۴۵۹(ii)(iii)(iv)(vi) | کهاپاگ نیان یک سیستم جاده‌ای گسترده از دوران پیش از اینکا و اینکا است که بیش از ۳۰٬۰۰۰ کیلومتر (۱۹٬۰۰۰ مایل) در سراسر کوه‌های آند را در بر می‌گیرد. جاده‌ها قله‌های بلند با جنگل‌های بارانی، سواحل، دره‌ها و بیابان‌ها را به هم متصل می‌کند. سیستم جاده‌ای راه حیات امپراتوری اینکا را تشکیل می‌داد که امکان حمل و نقل و تبادل کالا و همچنین جابجایی پیام‌آوران، مسافران و حتی ارتش را فراهم می‌کرد. این سایت شامل ۲۷۳ جزء است که شامل سازه‌هایی مانند جاده‌ها، پل‌ها، خندق‌ها و زیرساخت‌های پشتیبانی می‌شود که ۲۳ مورد آن در اکوادور است. این سایت با آرژانتین، بولیوی، شیلی، کلمبیا و پرو به اشتراک گذاشته شده است. | [ ۹ ] |

## فهرست آزمایشی
افزون بر سایت‌های موجود در فهرست میراث جهانی، کشورهای عضو می‌توانند فهرستی از سایت‌های آزمایشی را که ممکن است برای نامزدی در نظر بگیرند، در این فهرست قرار دهند. نامزدها در فهرست میراث جهانی تنها در صورتی پذیرفته می‌شوند که سایت پیش‌تر در فهرست آزمایشی قرار داشته باشد.
اکوادور ۵ نامزد در این فهرست دارد.
| # | نگاره | نام                                  | موقعیت            | سال ثبت | ش ثبتمعیارها    | شرح | م      |
| ۱ |       | پارک ملی ماچالیلا                    | مانابی            | ۱۹۹۸    | ۱۰۸۰            | این پارک ملی در ساحل اکوادور واقع شده است. جنگل‌های پهن‌برگ خشک حاره‌ای و جنب‌حاره‌ای وسیع در آن واقع است. همچنین مکان‌های باستان‌شناسی متعددی در این منطقه وجود دارد که مربوط به دوره پیشاکلمبی فرهنگ ماچالیلا است. | [ ۱۱ ] |
| ۲ |       | جنگل سنگی‌شده پویانگو                 | ال‌اورو، لوخا      | ۱۹۹۸    | ۱۰۸۰ (viii)(ix) | قدمت فسیل‌های موجود در این منطقه به ۷۰ میلیون سال پیش می‌رسد (اواخر دوره کرتاسه) و شامل چوب سنگی‌شده و شاخ‌قوچی‌های فراوانی است. | [ ۱۲ ] |
| ۳ |       | شهر معدنی زاروما                     | ال‌اورو            | ۲۰۱۶    | ۶۰۸۹(iv)(v)     | طلا در زاروما در دوره پیشاکلمبی و در اواخر قرن شانزدهم میلادی استخراج می‌شد. یک حرکت رو به جلو در نیمه دوم قرن نوزدهم با معرفی فناوری‌های معادن مدرن انجام شد. ثروت تولید شده توسط معادن، مردم را به این منطقه جذب کرد و این منجر به اختلاط سبک‌های هنری اروپایی و بومی در این شهر شد. خانه‌های معمولی در شهر از چوب با جزئیات تزئینی ساخته شده‌اند. خانه‌ها همچنین دارای باغ‌های مجاور برای پرورش غذا هستند. پلان شهر مانند شهرهای دوران استعمار از یک شبکه پیروی نمی‌کند، بلکه در عوض تحت تأثیر توپوگرافی کوهستانی است. | [ ۱۳ ] |
| ۴ |       | برنامه فرهنگی قطار ترانس آند اکوادور | چیمبورازو، گوایاس | ۲۰۱۶    | ۶۰۹۰(ii)(iv)(v) | راه‌آهن باریکه بین سال‌های ۱۸۷۳ و ۱۹۰۸ برای اتصال مناطق مرتفع و ساحلی کشور، از گوایاکیل به کیتو ساخته شد. این کار به دلیل ناهمواری زمین چالش‌برانگیز بود؛ شیب‌دارترین بخش‌های آن از الاوسی (در تصویر) تا بوکای، که دماغهٔ شیطان نامیده می‌شود، میزان ناهمواری به شیب ۵٫۵٪ می‌رسد. راه‌آهن باعث توسعه منطقه شد. پس از چندین دهه عدم بهره‌برداری، دولت در سال ۲۰۰۷ تصمیم به نوسازی خطوط ریلی گرفت. | [ ۱۴ ] |
| ۵ |       | چشم‌انداز باستانی مارانیون            | سامرا             | ۲۰۱۶    | ۶۰۹۱(iii)(v)    | فرهنگ مایو-چینچیپه از ۵۵۰۰ قبل از میلاد تا ۱۷۰۰ قبل از میلاد در ارتفاعات اکوادور، در ناحیه آمازون علیا وجود داشت. بر اساس یافته‌های باستان‌شناسی، آنها با تمدن ساحلی بالدیبیا معامله می‌کردند و اقلامی مانند صدف‌های دریایی را وارد می‌کردند. آنها به نوبه خود مانیوک و کاکائو را به ساحل آوردند و به احتمال زیاد آنها اولین کسانی بودند که کاکائو را اهلی کردند. بهترین مکان کاوش شده این فرهنگ، سانتا آنا است (در تصویر)، که در آن ظروف سنگی، سرامیک و شومینه‌های تشریفاتی کشف شده است.                               | [ ۱۵ ] |